# Jigme Wangchuk

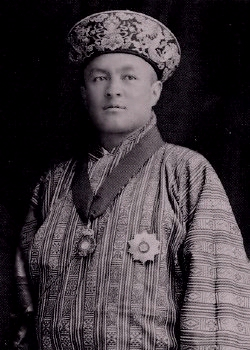
Jigme Wangchuk (1926)

Jigme Wangchuk (bhutanisch འཇིགས་མེད་དབང་ཕྱུག, von tib.: 'jigs med dbang phyug; * 1905; † 30. März 1952) war vom 21. August 1926 bis zu seinem Tode der zweite Druk Gyalpo von Bhutan.
Er war der älteste Sohn von König Ugyen Wangchuck. Während seiner Amtszeit isolierte sich Bhutan fast vollständig von der restlichen Welt und unterhielt nur begrenzte Beziehungen mit Großbritannien. Nachfolger war sein Sohn Jigme Dorji Wangchuck.

## Auszeichnungen
- Order of the Indian Empire (KCIE) 1930